# Алледжи, Хеба
Хеба Алледжи (араб. هبة اللجي‎; род. 20 января 1997, Эль-Хасака) — сирийская спортсменка, игрок в настольный теннис, участница летних Олимпийских игр 2016 года.

## Биография
Заниматься настольным теннисом Хеба Алледжи начала в школе в 9 лет. Занималась теннисом в родном городе Эль-Хасака в клубе «Аль-Джазира». В составе взрослой сборной Сирии стала победительницей Кубка арабских стран в Иордании, чемпионата Западной Азии в Ливане, а в составе «Аль-Джазиры» стала чемпионкой среди арабских клубов, как в одиночном, так и в командном разряде. В 2012 году принимала участие в чемпионате мира среди команд в четвёртом дивизионе. Сирийская сборная уверенно преодолела групповой этап, однако выбыла уже во втором раунде плей-офф.
В 2016 году Хеба Алледжи стала единственной теннисисткой, кому трёхсторонняя комиссия выслала специальное приглашение для участия в летних Олимпийских играх в Рио-де-Жанейро. Тем самым 19-летняя Алледжи стала первой теннисисткой в истории Сирии, кому удалось выступить на Олимпийских играх. На Играх Хеба стартовала с квалификационного раунда, где её соперницей стала мексиканка Ядира Силва. Упорной борьбы в матче не получилось. Сирийская теннисистка уступила мексиканке со счётом 0:4 (2:11, 1:11, 2:11, 4:11).